# 浅見智
浅見 智（あさみ さとし、1981年10月15日 - ）は、IBC岩手放送のアナウンサー。
埼玉県入間郡越生町生まれ。日本大学法学部卒業後、2004年4月にIBC岩手放送入社（同期は奥村奈穂美・貞平麻衣子）。スポーツ実況などを担当した後、夕方のニュース番組であるニュースエコーのキャスターを8年間務めた。都合により一時降板したものの、2015年春より再び番組キャスターに復帰している。

## 現在の担当番組
テレビ
- ニュースエコー(キャスター、2015年4月より木金担当)
- 岩手日報IBCニュース
- わが町バンザイ（毎週水曜 19:00 - 19:57）
- 各種スポーツ中継

ラジオ
- ワイドステーション(水曜担当、2015年4月-)
- いわての山 トレッキングガイド（毎週日曜 7:30-7:45）
- じゃじゃスポ (月18:30 - 19:00　2015年10月-)

## 過去の担当番組
テレビ
- ニュースエコー（キャスター、2005年3月28日～2013年3月28日）

ラジオ
- IBCラジオドラマチック競馬中継〜生の感動!!みちのくレース
- Rumble Wave
- 夏の高校野球岩手大会実況中継
- 浅見智のじゃじゃスポ（月曜 18:30-19:00 2014年4月～2015年3月）

## エピソード
- 2011年の東日本大震災の発生時は取材で局外に居たため、地震直後のテレビでの速報は当時ニュースエコーで共にキャスターだった奥村奈穂美が担当していた。その後はテレビでの緊急報道を担当していた。
- 近年は報道・スポーツ分野での実直な活動が多いが、2008年のIBCの正月特番では当時流行していた小島よしおのコスプレをし、持ちネタである「ハイ！オッパッピー」を披露するなど身体を張った一面を見せることもあった[1]。
- 第47回（2021年度）アノンシスト賞テレビ「スポーツ実況」部門で優秀賞を受賞。